# Blowin' the Blues Away
Blowin' the Blues Away es un álbum de jazz del pianista Horace Silver, publicado por el sello Blue Note  en 1959 con presentaciones de Silver con Blue Mitchell, Junior Cook, Gene Taylor, y Louis Hayes.

## Recepción
La crítica en Allmusic de Steve Huey calificó el álbum con 4 estrellas y media y afirma «Blowin' the Blues Away es uno de los clásicos de Blue Note de Horace Silver ... un de sus mejores álbumes, y es prácticamente imposible que no guste».

## Lista de pistas
Todas las composiciones son de Horace Silver, salvo indicación en contrario
1. "Blowin' the Blues Away" - 4:44
2. "The St. Vitus Dance" - 4:09
3. "Break City" - 4:57
4. "Peace" - 6:02
5. "Sister Sadie" - 6:19
6. "The Baghdad Blues" - 4:52
7. "Melancholy Mood" - 7:10
8. "How Did It Happen" (Don Newey) - 4:41 Bonus track

Grabado el 29 de agosto (pistas 1, 6), el 30 de agosto (#3, 4, 5, 8) y 13 de septiembre (#2, 7) de 1959.

## Elenco
- Horace Silver - piano
- Blue Mitchell - trompeta (pistas 1, 3-6 y 8)
- Junior Cook - saxofón tenor (pistas 1, 3-6 y 8)
- Gene Taylor - bajo
- Louis Hayes - batería

### Producción
- Alfred Lion - producción
- Reid Millas - diseño
- Rudy Van Gelder - ingeniería
- Francis Wolff - fotografía
- Paula Donohue - dibujo de la cubierta